# Шмарук Ісак Петрович
Ісак Петрович Шмарук (22 серпня 1910, Ніжин — 1 серпня 1986, Київ) — радянський український кінорежисер.

## Життєпис
Народився 22 серпня 1910 року у місті Ніжині (нині Чернігівської області) в родині службовця тютюнової фабрики.
Закінчив Київський кіноінститут (1934). З 1935 р. працював на Київській кіностудії художніх фільмів. Був членом Спілки кінематографістів України.

Могила Ісака Шмарука та його родини, Байкове кладовище

Учасник радянсько-німецької війни, старший лейтенант військової служби. Брав участь у битві за Кавказ. Нагороджений низкою бойових орденів та медалей.
Дружина — кінорежисер Суламіф Цибульник (1913—1997). Виховали сина.
Жив у Києві, в будинку на вулиці Саксаганського, 24/25. Помер у 75-річному віці 1 серпня 1986 року. Похований на Байковому кладовищі поруч із родиною (ділянка № 47а, 50°25′0.49″ пн. ш. 30°30′1.44″ сх. д. / 50.4168028° пн. ш. 30.5004000° сх. д.).

## Фільмографія
Асистент режисера:
- «Полум'я гір» (1931)
- «Щорс» (1939)
- «Літа молодії» (1942)

Режисер:
- «Третій удар» (1948)

Режисер-постановник:
- «У південних степах» (1951, видовий док. фільм)
- «Украдене щастя» (1952, у співавт.)
- «Доля Марини» (1953, у співавт. з Віктором Івченком)
- «Зірки на крилах» (1955)
- «Безвісти зниклий» (1956)
- «Правда» (1957, у співавт.)
- «Чумацький шлях» (1959)
- «Сейм виходить з берегів» (1962)
- «Фараони» (1964)
- «Прості турботи» (1975)
- «Блакитні блискавки» (1978)
- «Весільні дзвони» (1968, т/ф)
- «Мир хатам, війна палацам» (1970, т/ф)
- «Віра, Надія, Любов» (1972, т/ф)
- «Друге дихання» (1974 т/ф)
- «Стратити немає можливості» (1982)
- «Твоє мирне небо» (1984, у співавт.)